# Västeräng
Västeräng är en by med fyra gårdar utanför Delsbo i Hudiksvalls kommun i Hälsingland. Gårdarna Ersk-mickels, Ol-Ers och Schäftners ligger tillsammans, medan den fjärde kallad Bommens ligger strax utanför. Västeräng blev med fäbodar samt odlings- och skogsmark den 2 september 2002 Gävleborgs läns första kulturreservat. Byn är en av landskapets bäst bevarade bymiljöer från 1800-talets mitt och syftet med instiftandet var att bevara en traditionell by och lantbruksmiljö som representant för det jordbruk som bedrevs i Hälsingland från mitten av 1800-talet till mitten av 1900-talet.
Marken och gårdarna är i privat ägo och föremål för ett aktivt jordbruk. Man erbjuder även guidade visningar och möjlighet till övernattning.

## Historia
Fornlämningar har visat att platsen var bebodd redan under förhistorisk tid. Området koloniserades sedan under 1100- och 1200-talet av inflyttande bönder. Bynamnets ändelse -äng var vanligt förekommande bland byar som grundades under medeltiden och namnet Västeräng kan spåras i skriftliga källor tillbaka till 1422. De äldsta byggnaden i byn är en lada som är dendrologiskt daterad till 1580.
Västeräng finns belagd som en by med fyra gårdar 1542, den brann ned och återuppbyggdes 1700. Under tidigt 1700-tal omfattade byn fem gårdar, varav fyra låg samlade i byns mitt och totalt tre var kronoarrenden. Vid den tiden var löjtnant Schiffner bosatt på gården Schäftners som med tiden fick hans namn. När storskiftet 1769-72 genomfördes fanns bara fyra gårdar kvar. Deras lägen förändrades inte under 1800-talets laga skifte och alla utom Bommens är dessutom i stort sett oförändrade sedan början av 1800-talet. Fördelningen av jordbruks och skogsbruksytor har inte heller förändrats i någon större utsträckning. Driften av jordbruket skedde med hjälp av häst fram till 1950-talet, den första traktorn införskaffades 1952. Därefter fasades bruket av häst som dragdjur gradvis ut. Hästsåmaskinen byttes ut till traktorsåmaskin 1968 och vid köpet av en traktorvält 1975 fanns inte längre några hästar kvar. Trots mekaniseringen har jordbruket drivits enligt traditionella metoder med en sexårig växtföljd och utan konstgödsel, vilket också varit en förutsättning för statusen som kulturreservat. Möjligheten att bedriva djurhållning har setts som central för att bevara byggnader och traditioner. Efter att bland annat strängare regler för mjölkhantering lett till att mjölkproduktionen på gården inte kunnat fortleva, kunde man i samförstånd mellan ägare och länsstyrelsen ansöka om status som kulturreservat. Det intrångsbidrag som utgick blev grundplåten vid uppförandet av en ny större ladugård 2003.
Gårdarna har nedärvts i olika familjer. Familjen som äger Ol-Ers har haft gården i sin ägo som släktgård sedan 1700-talet. Man förvärvade sedan Ersk-Mickels 1951 och Schäftners 1998.

## Reservatet
Västerängs bykärna består av totalt 18 byggnader, medan hela reservatet omfattar 54 hus uppförda mellan 1580 och 2003. Antalet lador uppgår till totalt 23 stycken, varav flera är fristående från övrig bebyggelse, spridda bland åkrarna. Gårdarna ligger i ett flackt odlingslandskap i en dalgång invid Sördellen. Vägen som leder fram till byn från Delsbo följer den gamla sträckningen från 1700-talet. Kontinuerlig slåtter och bete har lett till att flera vanliga och mindre vanliga ängsväxter frodas på området.
Utöver själva byn omfattar bebyggelsen Bodland, en gårdstyp vanlig i Norra Hälsingland fram till 1800-talets mitt. Bodlandens byggnader var mindre än huvudgårdens och nyttjades av folk och fä endast under sommarhalvåret. Det finns även en fäbodvall ungefär en och en halv mil från byn, vigd åt betesperioden efter midsommar.

## Gårdarna

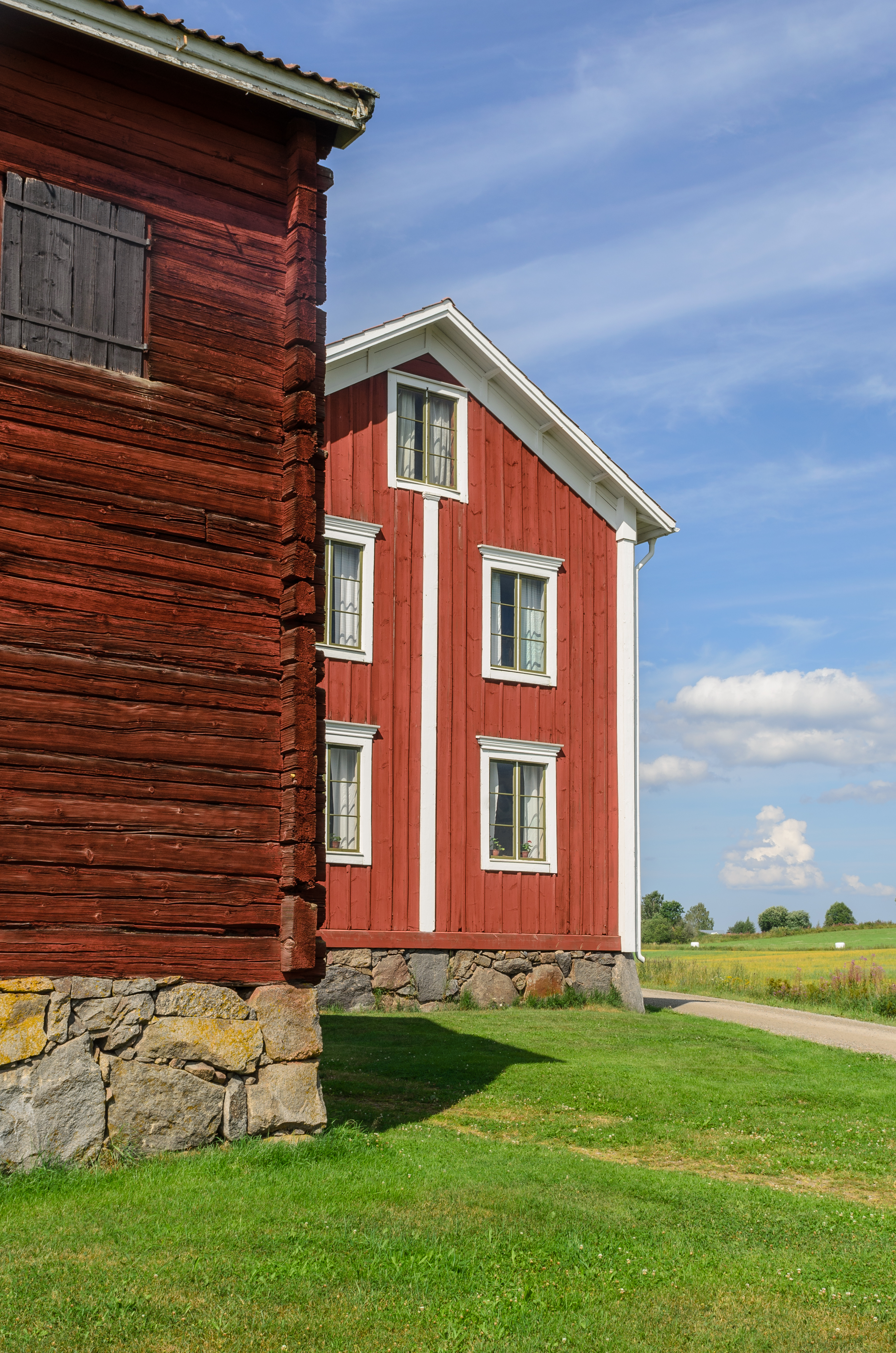
Timmerknut på en av Ol-Ers flyglar med huvudbyggnaden i bakgrunden.

### Bommens
Den ursprungliga mangårdsbyggnaden uppmärksammades av Nordiska museet och flyttades ned till Skansen på 1940-talet. Där ingår den i Delsbogården under namnet Västerängsstugan. En ny huvudbyggnad med ljusgul fasad har uppförts i dess ställe. Gården har liksom Ol-Ers ett stort härbre i tre våningar. Bommens åkermark är något mer lättodlad än Västerängs övriga åkertegar.

### Ol-Ers
Den nuvarande mangårdsbyggnaden i två våningar uppfördes 1846 för häradsdomaren Jon Larssons och hustrun Kerstin Zachrisdotters räkning. Den byggdes som en trebyggd gård med sina två flyglar som fick tjäna som ladugård och stall. Efter det revs gårdens gamla bebyggelse stegvis, men en 1700-talsloge och ett sädesmagasin i tre våningar har bevarats. Magasinet flyttades söder om gården 1862, medan logen står kvar på ursprunglig plats. Under 1890-talet tillkom en trädgård på en nedsänkt terrass framför gårdstunet. Gårdens alla byggnader är timrade och målade med röd slamfärg. Ekonomibyggnaderna har svartmålade luckor och portar. Huvudbyggnadens interiörer genomgick omfattande renoveringar under 1930- och 1940-talen med bland annat linoleummattor och nya tapeter. Flera av gårdens metallbeslag, handtag, lås och gångjärn är tillverkade för hand i den egna, numera rivna gårdssmedjan.

### Ersk-Mickels
Även Ersk-Mickels samtliga byggnader är timrade och målade i röd slamfärg. Den gamla mangårdsbyggnaden uppfördes efter att den föregående huvudbyggnaden rivits i mitten av 1800-talet. Den renoverades sedan under början av 1950-talet. Ladugården är också från 1800-talets mitt och i välbevarat skick, men lever inte upp till moderna krav och en ny ladugård byggdes därför i väster. Till gården hör också ett gammalt stall, ett stolphärbre, en loge och ett svinhus.

### Schäftners
Även Schäftners är en trebyggd gård med en mangårdsbyggnad i två våningar med två fristående flyglar. Huvudbyggnaden har moderniserats genom att den tidigare öppna verandan har glasats in och tillbyggts med en balkong på taket. Den östra flygeln är avdelad på mitten med en bostadsdel för sommarbruk närmast huvudbyggnaden och ett ladugårdsutrymme i den bortre änden. Den västra inhyser ett stall, bod och loge. Gården omfattar också en ekonomibyggnad som är en hopbyggnad av en loge, ett härbre och ett halmskåte. År 2003 färdigställdes en ny ladugård med plats för ett 70-tal djur. Dess utformning anpassades noga för att inte stå i kontrast till kulturreservatets övriga bebyggelse.